# Niek Hommerson
Niek Hommerson (ur. 4 listopada 1966 roku w Hadze) – holenderski kierowca wyścigowy.

## Kariera
Hommerson rozpoczął karierę w międzynarodowych wyścigach samochodowych w 2000 roku od startów w Hot-DNA Donkervoort Cup/ Z dorobkiem 53 punktów uplasował się na siódmej pozycji w klasyfikacji generalnej. W późniejszych latach Holender pojawiał się także w stawce Ferrari Challenge Europe - Trofeo Pirelli, FIA GT3 European Championship, FIA GT3 Lamborghini Manufacturers Cup, Dutch Supercar Challenge, FIA GT Championship, FIA GT2 European Cup, Trofeo Maserati Europe, Le Mans Series, 24-godzinnego wyścigu Le Mans, Intercontinental Le Mans Cup, Belcar, Belcar Endurance Championship, Blancpain Endurance Series oraz Dutch Winter Endurance Series.